# 江辛
江辛（1873年—1946年），原名绍录、绍翰，字士屏、是坪，号疆园，安徽旌德人，清朝及中华民国政治人物、教育家。

## 生平
清朝光绪年间他为优贡，不久中同科举人，钦点主事。1906年，他和任翰林院编修的族人江志伊创办了官立旌阳高等小学堂。他还是资政院议员。1911年他参与组织宪友会。
1911年，他加入中国同盟会，此后他参加了辛亥革命。中华民国成立后，他曾任北京临时参议院议员。他还参与组织了国民共进会。中华民国初年，他曾经被政府任命为颍上县知事，但他未赴任。后来他还参加过省港大罢工和北伐。北伐后，他曾任安徽省教育厅三科科长，安徽省督学，后来又曾任安徽大学文牍，宁郡第八中学校长，宣城师范学校校长等职。
1946年，江辛逝世。
江辛毕生从事教育事业，平时喜爱书法和诗歌。他还曾为《宁属六县联中校歌》作词，其词为“宣州沦陷寇氛张，校址远徙旌西乡。四山环绕好风光，弦歌不辍武维扬。生徙分集志坚强，分校宣泾并飞翔。誓灭顽敌驱豺狼，千秋万岁中华长！”

## 家庭
- 长子：江康世
- 次子：江强世[1]